# Particle Data Group
Particle Data Group (PDG) — международная коллаборация учёных, специализирующихся в физике элементарных частиц, которая анализирует, обобщает и публикует справочную информацию по свойствам элементарных частиц и фундаментальным взаимодействиям. В настоящее время PDG с периодичностью раз в два года публикует справочник Review of Particle Physics и краткую версию в карманном варианте Particle Physics Booklet (доступен в виде мобильного приложения), а также поддерживает открытую электронную версию. Ранее PDG выпускала карманный календарь Pocket Diary for Physicists с отмеченными датами крупных международных конференций и контактной информацией влиятельных центров, изучающих физику высоких энергий.

## Структура
Коллаборация по состоянию на 2024 год включает в себя 240 авторов и 4 технических сотрудников из 173 лабораторий 25 стран, Россия полностью исключена из состава коллаборации после вторжения в Украину. Работу PDG выстраивает координационная группа, преимущественно из сотрудников Национальной лаборатории им. Лоуренса в Беркли (LBNL).

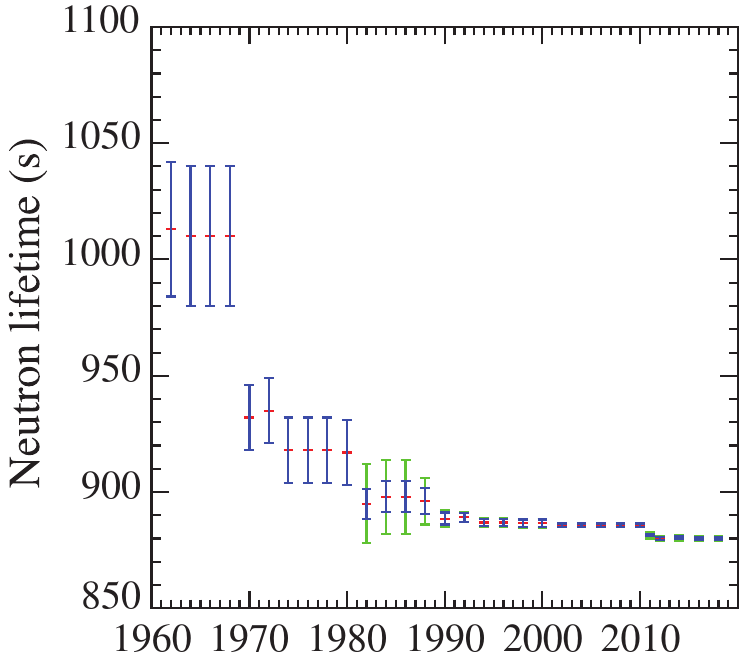
История изменения времени жизни нейтрона, опубликованного PDG

## Review of Particle Physics
Справочник Review of Particle Physics (ранее Review of Particle Properties, Data on Particles and Resonant States и Data on Elementary Particles and Resonant States) — это объёмное, 1200+ страниц, издание, суммирующее свойства частиц, и дающее обзор современного состояния физики элементарных частиц, общей теории относительности и космологии. Издание традиционно входит в топ цитируемых публикаций в области физики высоких энергий, в среднем его цитируют более 2000 раз в год. В издании 2024 года аккумулирована информация о 49555 экспериментальных измерениях из 13778 опубликованных статей.
Справочник содержит три раздела:
- Particle Physics Summary Tables — краткие таблицы частиц: калибровочные бозоны и бозон Хиггса, лептоны, кварки, мезоны, барионы, установленные ограничения на гипотетические частицы.
- Reviews, Tables and Plots — обзор ключевых концепций математического аппарата и статистики, таблицы коэффициентов Клебша — Гордана, таблица Менделеева, электронные конфигурации химических элементов, краткая таблица свойств материалов, обзор современного состояния Стандартной модели, космологии, экспериментальных методов в физике частиц, а также таблицы физических и астрономических постоянных (в основном из CODATA, и Астрономического альманаха[англ.]).
- Particle Listings — подробные таблицы свойств частиц, со ссылками на все значимые экспериментальные результаты.

### История
История Review of Particle Physics начинается со статьи 1957 года М. Гелл-Мана и А. Розенфельда Hyperons and Heavy Mesons (Systematics and Decay). В 1963 М. Рус опубликовал сводные данные в двух статьях Data on Elementary Particles and Resonant States. По его предложению, статьи были позже объединены в одну публикацию 1964 года Data on Elementary Particles and Resonant States. Далее она пережила несколько переименований: в 1965 — Data on Particles and Resonant States, в 1970 — Review of Particle Properties, и наконец в 1996 году Review of Particle Physics. С 1972 года Review выходит не исключительно в журнале Reviews of Modern Physics, но также в Physics Letters B, European Physical Journal C, Journal of Physics G, Physical Review D и Chinese Physics C.

### Прошлые изданияReview of Particle Physics
| Year      | Title | Reference                                                                               |
| --------- | --- | --------------------------------------------------------------------------------------- |
| 1957–1963 | Hyperons and Heavy Mesons (Systematics and Decay)                                                                   | M. Gell-Mann & A. H. Rosenfeld, Annu. Rev. Nucl. Sci. 7, 407 (1957).                    |
|           | Data for Elementary Particle Physics                                                                                | University of California Radiation Laboratory Technical Report UCRL-8030 (unpublished). |
|           | Data on Elementary Particles and Resonant States, November 1963; Tables of Elementary Particles and Resonant States | M. Roos, Nucl. Phys. 52, 1 (1964); M. Roos, Rev. Mod. Phys. 35, 314 (1963).             |
| 1964      | Data on Elementary Particles and Resonant States                                                                    | A. H. Rosenfeld et al., Rev. Mod. Phys. 36, 977 (1964).                                 |
| 1965      | Data on Particles and Resonant States                                                                               | A. H. Rosenfeld et al., Rev. Mod. Phys. 37, 633 (1965).                                 |
| 1967      | Data on Particles and Resonant States                                                                               | A. H. Rosenfeld et al., Rev. Mod. Phys. 39, 1 (1967).                                   |
| 1968      | Data on Particles and Resonant States                                                                               | A. H. Rosenfeld et al., Rev. Mod. Phys. 40, 77 (1968).                                  |
| 1969      | Data on Particles and Resonant States                                                                               | N. Barash-Schmidt et al., Rev. Mod. Phys. 41, 109 (1969).                               |
| 1970      | Review of Particle Properties                                                                                       | A. Barbaro-Galtieri et al., Rev. Mod. Phys. 42, 87 (1970).                              |
| 1971      | Review of Particle Properties                                                                                       | A. Rittenberg et al., Rev. Mod. Phys. 43, S1 (1970).                                    |
| 1972      | Review of Particle Properties                                                                                       | A. Barbaro-Galtieri et al., Phys. Lett. B 39, 1 (1972).                                 |
| 1973      | Review of Particle Properties                                                                                       | T. A. Lasinski et al., Rev. Mod. Phys. 45, S1 (1973).                                   |
| 1974      | Review of Particle Properties                                                                                       | A. Barbaro-Galtieri et al., Phys. Lett. B 50, 1 (1974).                                 |
| 1975      | Review of Particle Properties: Supplement to 1974 edition                                                           | A. Barbaro-Galtieri et al., Rev. Mod. Phys. 47, 535 (1975).                             |
| 1976      | Review of Particle Properties                                                                                       | T. G. Trippe et al., Rev. Mod. Phys. 48, S1 (1976).                                     |
| 1977      | New Particle Searches and Discoveries: A Supplement to the 1976 Edition of "Review of Particle Properties"          | C. Bricman et al. Phys. Lett. B 68, 1 (1978).                                           |
| 1978      | Review of Particle Properties                                                                                       | C. Bricman et al. Phys. Lett. B 75, 1 (1978).                                           |
| 1980      | Review of Particle Properties                                                                                       | R. L. Kelly et al., Rev. Mod. Phys. 52, S1 (1980).                                      |
| 1982      | Review of Particle Properties                                                                                       | M. Roos et al., Phys. Lett. B 111, 1 (1982).                                            |
| 1984      | Review of Particle Properties                                                                                       | C. G. Wohl et al., Rev. Mod. Phys. 56, S1 (1986).                                       |
| 1986      | Review of Particle Properties                                                                                       | M. Aguilar-Benítez et al., Phys. Lett. B 170, 1 (1986).                                 |
| 1988      | Review of Particle Properties                                                                                       | G. P. Yost et al., Phys. Lett. B 204, 1 (1988).                                         |
| 1990      | Review of Particle Properties                                                                                       | J. J. Hernández et al., Phys. Lett. B 239, 1 (1990).                                    |
| 1992      | Review of Particle Properties                                                                                       | K. Hikasa et al., Phys. Rev. D 45, S1 (1992).                                           |
| 1994      | Review of Particle Properties                                                                                       | L. Montanet et al., Phys. Rev. D 50, 1173 (1994).                                       |
| 1996      | Review of Particle Physics                                                                                          | R. M. Barnett et al., Phys. Rev. D 54, 1 (1996).                                        |
| 1998      | Review of Particle Physics                                                                                          | C. Caso et al., Eur. Phys. J. C 3, 1 (1998).                                            |
| 2000      | Review of Particle Physics                                                                                          | D. E. Groom et al., Eur. Phys. J. C 15, 1 (2000).                                       |
| 2002      | Review of Particle Physics                                                                                          | K. Hagiwara et al., Phys. Rev. D 66, 010001 (2002).                                     |
| 2004      | Review of Particle Physics                                                                                          | S. Eidelman et al., Phys. Lett. B 591, 1 (2004).                                        |
| 2006      | Review of Particle Physics                                                                                          | W.-M. Yao et al., J. Phys. G 33, 1 (2006).                                              |
| 2008      | Review of Particle Physics                                                                                          | C. Amsler et al., Phys. Lett. B 667, 1 (2008).                                          |
| 2010      | Review of Particle Physics                                                                                          | K. Nakamura et al. (Particle Data Group), J. Phys. G 37, 075021 (2010)                  |
| 2012      | Review of Particle Physics                                                                                          | J. Beringer et al. (Particle Data Group), Phys. Rev. D 86, 010001 (2012)                |
| 2014      | Review of Particle Physics                                                                                          | K.A. Olive et al. (Particle Data Group), Chin. Phys. C 38, 090001 (2014).               |
| 2016      | Review of Particle Physics                                                                                          | C. Patrignani et al. (Particle Data Group), Chin. Phys. C 40, 100001 (2016).            |
| 2018      | Review of Particle Physics                                                                                          | M. Tanabashi et al. (Particle Data Group), Phys. Rev. D 98, 030001 (2018).              |
| 2020      | Review of Particle Physics                                                                                          | P.A. Zyla et al. (Particle Data Group), 083C01 (2020).                                  |
| 2022      | Review of Particle Physics                                                                                          | R.L. Workman et al. (Particle Data Group), Prog. Theor. Exp. Phys. 2022, 083C01 (2022). |
| 2024      | Review of Particle Physics                                                                                          | S. Navas et al. (Particle Data Group), Phys. Rev. D 110, 030001 (2024).                 |